# Ёсида, Масао
Масао Ёсида (яп. 吉田昌郎; 17 февраля 1955, Осака — 9 июля 2013, Токио) — японский хозяйственный деятель, бывший генеральный директор Департамента по управлению ядерными активами «Tokyo Electric Power Company» (TEPCO), экс-директор  АЭС Фукусима-1.

## Действия в экстренной ситуации
Масао Ёсида был директором предприятия во время аварии на АЭС Фукусима-1, где он сыграл важную роль, не подчинившись приказу корпоративной штаб-квартиры о прекращении использования морской воды для охлаждения реакторов. По словам физика Митио Каку, решение использовать морскую воду, возможно, предотвратило гораздо большее бедствие. Массовый приток морской воды оказался единственным средством, которое остановило взрыв реактора. По словам доктора Каку, это была последняя отчаянная попытка предотвратить катастрофу.
12 марта 2011 года, через 28 часов после цунами, руководители TEPCO дали задание рабочим начать заливку морской воды в реактор № 1, но спустя 21 минуту приказали Ёсиде приостановить операцию. Но Ёсида проигнорировал приказ. В 20:05 по токийскому времени в ту же ночь японское правительство приказало возобновить заливку морской воды в реактор.
Ёсиде удалось завоевать доверие премьер-министра Наото Кана, которого он встретил на следующий день после цунами на инспекции. Они оба обучались в Токийском технологическом институте.
7 июня 2011 года Ёсида получил от руководства TEPCO устный выговор за нарушение установленного порядка.

## Отставка
Ёсида ушёл в отставку с поста директора в начале декабря 2011 года. Он, как сообщалось, страдал от рака пищевода. Согласно вышедшей в декабре 2012 года книге «Человек, который увидел бездну смерти» (死の淵を見た男) ему была сделана операция по удалению раковой опухоли, позже он перенёс инсульт.
Умер 9 июля 2013 года от карциномы пищевода.

## Образ в кино
В фильме 2020 года «Фукусима» роль Ёсиды исполнил Кэн Ватанабэ.